# 任军
任军（1968年11月8日—），艺名大兵，男，湖南长沙人，中国相声演员，“南派相声”、“湘派相声”代表人物，曾任湖南省话剧团副团长兼喜剧团团长，现任中国曲艺家协会理事，湖南省文联副主席、湖南省曲艺家协会主席、长沙市曲协主席、湖南省文艺志愿者协会主席、“笑满三湘”湖南省文艺志愿服务团常务副团长，湖南笑工场青年相声俱乐部创始人。中国民主同盟盟员。曾拜师并与杨其峙（艺名奇志）搭档，现与赵卫国、黄荣（艺名蠢得死）等合作表演相声。

## 生平

大兵在长沙文和友的笑工场。

1968年11月8日，大兵出生于湖南省长沙市妇幼保健院，父亲是一名警察，母亲是一名工人。
1980年，毕业于长沙市砚瓦池小学，考入长沙市第一中学。
1987年，從長沙第一中學畢業，考入湖南師範大學音乐系。
1991年，毕业后的大兵应征湘西某部队（解放军80305部队政治部）当了一名文艺兵。1994年从部队转业，被安置到长沙市“星沙之声”广播电台做主持人、记者，主持的首档节目名为《幸运在午间》。但大兵很快就对此厌倦，觉得主持人与听众之间不如做演员或歌厅主持直接，于是在一年后辞职做起文艺个体。
1995年11月，受杨其峙（艺名“奇志”）邀请，拜其为师并与其开始合作表演相声，逐渐在当地小有名气。
1996年，湖南经济电视台开播，邀请大兵、奇志签约，请二人在每期的《幸运3721》栏目中表演一段相声、一段双簧，节目获观众喜爱和多次续签，电视台还联合出版社为二人出版了《奇志碰大兵》系列VCD，销量火爆。
1997年，获湖南省相声电视大赛二等奖。1998年，首次参加全国牡丹相声大赛并获一等奖。1999年，以相声《白吃》登上央视春晚并获晚会最佳节目二等奖。2000年，相声《喜丧》获中国首届相声“牡丹奖”大赛一等奖。
1998年，经姜昆、侯耀文引荐拜师李金斗。
2001年，参加CCTV“大红鹰杯”首届全国电视相声大赛，与奇志共同创作、共同表演的相声《治感冒》获二等奖，大兵获最佳捧哏奖。
2003年初，因创作观念分歧与搭档奇志分手。同年下半年开始与赵卫国搭档表演相声，大兵也应邀到湖南卫视主持《新青年》节目、参加湖南卫视2004年春晚演出。
2004年5月22日，大兵开始主持湖南卫视综艺节目《谁是英雄》，并持续保持高收视率。
2006年央视春晚，与赵卫国合作表演共同创作的相声《谁让你优秀》，夺得观众最喜爱的春晚节目二等奖。2007年央视春晚上再与赵卫国合作表演《免费电话》，再获该届春晚戏曲曲艺杂技魔术类二等奖。
2008年推出相声剧《夺宝熊兵》，由大兵自编自演、导演李铁执导，时长1小时40分钟，讲述国宝四羊方尊在1938年被发现的离奇故事，曾在全国多次巡演。2009年5月，与省曲艺家协会发起创办湖南“笑工场”青年相声俱乐部。2011年后，笑工场推出由大兵、赵卫国等主演的相声剧《超人》，讲述主人公大兵由窝囊废变成一个英雄再又变回小人物的喜剧故事。2019年笑工场再推相声剧《特工大师傅》，由央视春晚导演刘岚团队编剧和执导。
2018年央视春晚，参演小品《同喜同乐》。
2020年7月，领衔的“大兵工作室”入选长沙市首批文艺名家工作室曲艺类目。

## 争议
2007年4月1日，媒体报道称昨日大兵在湖南省图书馆进行的一场相声技巧讲座中谈论到郭德纲“他一辈子也达不到我的水平，因为他没文化。他也没有我这个心境，他太浮躁”、“杨奇志最喜欢用‘外插花’，像扮下鬼脸啊。其实‘外插花’用多了是没能耐的表现”等言语，还示意：“这个不要说出去。”，媒体冠以炮轰之名。次日大兵委托《潇湘晨报》发表声明称，这是部分媒体断章取义甚至无中生有，恶意挑起相声界的不和，希望媒体别再做无谓的炒作。
2009年9月25日，主持四川衛視節目《天下笑友會》的環節「誰是下一個小沈陽」中，节目内容涉及侮辱已故Beyond樂隊成员黃家駒，且事后拒绝道歉，遭受非議。
2016年12月1日，大兵在湖南省长沙市驾驶一辆越野型跑车与一辆非机动车发生交通事故，在交警处理事故时质问“你算老几啊！”，现场视频当日下午在网上流传，大兵于当日晚些时候通过网络发布公开致歉视频及介绍事件经过。

## 轶事

### 举报涉黑团伙
2019年4月，经同升湖山庄业委会成员暨相声演员大兵的实名举报，长期盘踞长沙市雨花区同升湖一带的王忠和涉黑犯罪团伙被长沙警方抓获。大兵自2012年起担任同升湖业委会主任，曾因同升湖物业公司与业主的诸多矛盾而“炒掉”该物业公司，结下梁子。2019年1月，大兵家受到恶意骚扰，网络上也出现大兵拖欠70万元水电费的传闻，于是大兵站出来实名举报王忠和等人。

## 脚注
1. ↑  别名《谁让你是优秀》
2. ↑  另一说艺术系。
3. ↑  另一说选择自动解聘。
4. ↑  另一说“最受观众喜爱的春晚节目二等奖”。